# Худяков, Василий Митрофанович
Василий Митрофанович Худяков (1919—1944) — капитан Рабоче-крестьянской Красной Армии, участник Великой Отечественной войны, Герой Советского Союза (1945).

## Биография
Василий Худяков родился 25 апреля 1919 года в селе Рыкань (ныне — Новоусманский район Воронежской области). После окончания четырёх классов школы работал в колхозе. В 1939 году Худяков был призван на службу в Рабоче-крестьянскую Красную Армию. С октября 1941 года — на фронтах Великой Отечественной войны. В 1942 году Худяков окончил курсы «Выстрел».
К октябрю 1944 года гвардии капитан Василий Худяков командовал 6-й гвардейской отдельной разведротой 3-й гвардейской стрелковой дивизии 2-й гвардейской армии 1-го Прибалтийского фронта. Отличился во время боёв за освобождение Литовской ССР от немецко-фашистских захватчиков. 5 октября 1944 года рота Худякова прорвала немецкую оборону на реке Дубиса в районе Кельме и взяла в плен более 40 солдат и офицеров противника. На следующий день во главе разведгруппы Худяков проник в Кельме и захватил артиллерийскую батарею противника. 7 октября 1944 года он погиб в бою в районе деревни Плущяй (Кельмский район), где установлен памятный знак. Похоронен на воинском кладбище в Кельме (Литва).
Указом Президиума Верховного Совета СССР от 24 марта 1945 года за «мужество и героизм, проявленные при освобождении Литвы» гвардии капитан Василий Худяков посмертно был удостоен высокого звания Героя Советского Союза. Также был награждён орденами Ленина и Красной Звезды, рядом медалей.
В честь Худякова названа школа на его родине, установлен памятный камень на месте его гибели.